# Morgan Freeman Science Show
Il Morgan Freeman Science Show (Through the Wormhole) è una serie televisiva di divulgazione scientifica dedicata ai misteri dell'universo. Presentati e narrata da Morgan Freeman, la serie si pone domande sui buchi neri, i viaggi nel tempo e la possibilità di forme di vita extraterrestri.
La serie è trasmessa negli Stati Uniti, da Science, dal giugno 2009, mentre in Italia da Discovery Science a partire dal 15 novembre 2010.

## Trama
Presentata dal noto attore, regista e narratore Morgan Freeman, la serie esplora sui misteri più profondi dell'esistenza umana e si pone le stesse domande che hanno sconcertato l'umanità per secoli. Queste domande vengono ora meditate da alcune delle menti più importanti della razza umana, molte delle quali praticano astrofisica, astrobiologia, meccanica quantistica e altre, e grazie alla scienza, che ha fatto grandi passi in avanti negli ultimi anni, possono essere in grado di fornirci risposte anziché solo teorie filosofiche.

## Episodi

### Prima stagione
| n° | Titolo Originale                    | Titolo Italiano                     | Prima TV USA   | Prima TV Italia  |
| -- | ----------------------------------- | ----------------------------------- | -------------- | ---------------- |
| 1  | Is There a Creator?                 | Esiste un Creatore?                 | 9 giugno 2010  | 15 novembre 2010 |
| 2  | The Riddle of Black Holes           | L'enigma dei buchi neri             | 16 giugno 2010 | 22 novembre 2010 |
| 3  | Is Time Travel Possible?            | Si può viaggiare nel tempo?         | 23 giugno 2010 | 29 novembre 2010 |
| 4  | What Happened Before the Beginning? | Che cosa accadde prima dell'inizio? | 30 giugno 2010 | 6 dicembre 2010  |
| 5  | How Did We Get Here?                | Come siamo arrivati fin qui?        | 7 luglio 2010  | 13 dicembre 2010 |
| 6  | Are We Alone?                       | Siamo soli?                         | 14 luglio 2010 | 20 dicembre 2010 |
| 7  | What Are We Really Made Of?         | Di cosa siamo fatti?                | 21 luglio 2010 | 27 dicembre 2010 |
| 8  | Beyond the Darkness                 | Oltre il buio                       | 28 luglio 2010 | 3 gennaio 2011   |

### Seconda stagione
| n° | Titolo Originale                      | Titolo Italiano                         | Prima TV USA        | Prima TV Italia  |
| -- | ------------------------------------- | --------------------------------------- | ------------------- | ---------------- |
| 1  | Is There Life After Death?            | C'è vita dopo la morte?                 | 8 giugno 2011       | 5 dicembre 2011  |
| 2  | Is There an Edge to the Universe?     | Esistono i confini dell'universo?       | 15 giugno 2011      | 12 dicembre 2011 |
| 3  | Does Time Really Exist?               | Il tempo esiste davvero?                | 22 giugno 2011      | 19 dicembre 2011 |
| 4  | Are There More than Three Dimensions? | Esistono più di tre dimensioni?         | 29 giugno 2011      | 26 dicembre 2011 |
| 5  | Is There a Sixth Sense?               | Esiste un sesto senso?                  | 6 luglio 2011       | 2 gennaio 2012   |
| 6  | Are There Parallel Universes?         | Universi paralleli                      | non trasmesso in TV | 20 ottobre 2012  |
| 7  | How Does the Universe Work?           | Come funziona l'universo?               | 13 luglio 2011      | 9 gennaio 2012   |
| 8  | Can We Travel Faster Than Light?      | Si può viaggiare più veloci della luce? | 20 luglio 2011      | 16 gennaio 2012  |
| 9  | Can We Live Forever?                  | Si può vivere per sempre?               | 27 luglio 2011      | 23 gennaio 2012  |
| 10 | What Do Aliens Look Like?             | Che aspetto hanno gli alieni?           | 3 agosto 2011       | 30 gennaio 2012  |

### Terza stagione
| n° | Titolo Originale               | Titolo Italiano                          | Prima TV USA   | Prima TV Italia  |
| -- | ------------------------------ | ---------------------------------------- | -------------- | ---------------- |
| 1  | Will We Survive First Contact? | Sopravviveremo al primo contatto alieno? | 6 marzo 2012   | 3 dicembre 2012  |
| 2  | Is There a Superior Race?      | Esiste una razza superiore?              | 6 giugno 2012  | 10 dicembre 2012 |
| 3  | Is The Universe Alive?         | L'Universo è un organismo vivente?       | 13 giugno 2012 | 17 dicembre 2012 |
| 4  | What Makes Us Who We Are?      | Cosa ci rende quello che siamo?          | 20 giugno 2012 | 24 dicembre 2012 |
| 5  | What is Nothing?               | Cos'è il nulla?                          | 27 giugno 2012 | 31 dicembre 2012 |
| 6  | Can We Resurrect The Dead?     | È possibile far risorgere i morti?       | 11 luglio 2012 | 7 gennaio 2013   |
| 7  | Can We Eliminate Evil?         | È possibile eliminare il male?           | 18 luglio 2012 | 14 gennaio 2013  |
| 8  | Mysteries of the Subconscious  | I misteri del subconscio                 | 25 luglio 2012 | 21 gennaio 2013  |
| 9  | Will Eternity End?             | L'eternità avrà fine?                    | 1º agosto 2012 | 4 febbraio 2013  |
| 10 | Did We Invent God?             | Dio è stato inventato dall'uomo?         | 8 agosto 2012  | 28 gennaio 2013  |

### Quarta stagione
| n° | Titolo Originale                          | Titolo Italiano                                  | Prima TV USA   | Prima TV Italia  |
| -- | ----------------------------------------- | ------------------------------------------------ | -------------- | ---------------- |
| 1  | Is There a God Particle?                  | La particella di Dio                             | 20 marzo 2013  | 25 novembre 2013 |
| 2  | When Does Life Begin?                     | Quando è iniziata la vita?                       | 5 giugno 2013  | 28 ottobre 2013  |
| 3  | Can We Survive the Death of the Sun?      | Potremmo sopravvivere alla morte del Sole?       | 12 giugno 2013 | 14 ottobre 2013  |
| 4  | How Do Aliens Think?                      | Come pensano gli alieni?                         | 19 giugno 2013 | 7 ottobre 2013   |
| 5  | Will Sex Become Extinct?                  | Il sesso del futuro                              | 26 giugno 2013 | 9 dicembre 2013  |
| 6  | Can Our Minds Be Hacked?                  | Hackeraggio mentale                              | 3 luglio 2013  | 4 novembre 2013  |
| 7  | Are Robots the Future of Human Evolution? | I robot saranno il futuro dell'evoluzione umana? | 10 luglio 2013 | 21 ottobre 2013  |
| 8  | Is Reality Real?                          | La realtà è reale?                               | 17 luglio 2013 | 11 novembre 2013 |
| 9  | Do We Have Free Will?                     | Pensiero libero?                                 | 24 luglio 2013 | 18 novembre 2013 |
| 10 | Did God Create Evolution?                 | Dio e l'evoluzione                               | 31 luglio 2013 | 2 dicembre 2013  |

### Quinta stagione
| n° | Titolo Originale                 | Titolo Italiano                   | Prima TV USA   | Prima TV Italia |
| -- | -------------------------------- | --------------------------------- | -------------- | --------------- |
| 1  | Is God an Alien Concept?         | Dio è un concetto alieno?         | 5 marzo 2014   | 2014            |
| 2  | Is Luck Real?                    | Esiste la fortuna?                | 12 marzo 2014  | 2014            |
| 3  | Is Poverty Genetic?              | La povertà è genetica?            | 4 giugno 2014  | 2014            |
| 4  | How to Collapse a Superpower     | Il super potere                   | 11 giugno 2014 | 2014            |
| 5  | Does the Ocean Think?            | Cosa pensa l'Oceano?              | 18 giugno 2014 | 2014            |
| 6  | Is a Zombie Apocalypse Possible? | È possibile un'Apocalisse zombie? | 25 giugno 2014 | 2014            |
| 7  | Is Gravity An Illusion?          | La gravità è un'illusione?        | 2 luglio 2014  | 2014            |
| 8  | Will We Become God?              | Diventeremo come Dio?             | 9 luglio 2014  | 2014            |
| 9  | Is There a Shadow Universe?      | La materia oscura                 | 16 luglio 2014 | 2014            |
| 10 | When Did Time Begin?             | Quando ha avuto origine il tempo? | 23 luglio 2014 | 2014            |

### Sesta stagione
| n° | Titolo Originale          | Titolo Italiano                    | Prima TV USA   | Prima TV Italia  |
| -- | ------------------------- | ---------------------------------- | -------------- | ---------------- |
| 1  | Are We All Bigots?        | Siamo bigotti?                     | 29 aprile 2015 | 24 dicembre 2015 |
| 2  | Can Time Go Backwards?    | Si può tornare indietro nel tempo? | 6 maggio 2015  | 6 gennaio 2016   |
| 3  | Are We Here for a Reason? | Perché esistiamo?                  | 13 maggio 2015 | 15 gennaio 2016  |
| 4  | Do We Live in the Matrix? | Viviamo dentro Matrix?             | 20 maggio 2015 | 20 dicembre 2015 |
| 5  | Are Aliens Inside Us?     | Gli alieni sono tra di noi?        | 27 maggio 2015 | 13 dicembre 2015 |
| 6  | Why Do We Lie?            | Perché mentiamo?                   | 3 giugno 2015  | 3 gennaio 2016   |

### Settima stagione
| n° | Titolo Originale               | Titolo Italiano                | Prima TV USA      | Prima TV Italia |
| -- | ------------------------------ | ------------------------------ | ----------------- | --------------- |
| 1  | What Makes a Terrorist?        | Come pensa un terrorista?      | 30 agosto 2016    |                 |
| 2  | Is Privacy Dead?               | Privacy, addio?                | 6 settembre 2016  |                 |
| 3  | Are There More Than Two Sexes? | Esistono più di due sessi?     | 13 settembre 2016 |                 |
| 4  | Can We All Become Geniuses?    | C'è un genio in ognuno di noi? | 20 settembre 2016 |                 |

### Ottava stagione
| n° | Titolo Originale        | Titolo Italiano                  | Prima TV USA   | Prima TV Italia |
| -- | ----------------------- | -------------------------------- | -------------- | --------------- |
| 1  | Is the Force With Us?   | La forza è con noi?              | 25 aprile 2017 |                 |
| 2  | Can We Cheat Death?     | Si può ingannare la morte?       | 2 maggio 2017  |                 |
| 3  | Can We Hack the Planet? | Possiamo controllare il Pianeta? | 9 maggio 2017  |                 |
| 4  | Is Gun Crime a Virus?   | Addio alle armi?                 | 16 maggio 2017 |                 |